# Temespéteri
Temespéteri, románul: Petrovaselo, szerbül: Петрово Село, település Romániában, a Bánságban, Temes megyében.

## Fekvése
Temesrékástól északkeletre fekvő település.

## Története
Temespéteri nevét 1359-ben említette először oklevél Horuathpeturfalua néven. 1471-ben Petrova-Salla, 1723-1725 között a Mercy térképen Petrova-Sello, 1808-ban Petrovaszella, Petrovasella, 1888-ban Petrovoszelo, 1913-ban Temespéteri néven írták.
1471-ben, a borzlyuki uradalommal együtt, Pán Mátyás volt birtokosa. 1477-ben Alsó-Lendvai Bánffi Miklós és Jakab volt birtokosa.
A 19. század elejétől az Ondreovics-család birtoka, 1838-ban pedig Ondreovics János örököseinek birtoka volt. 1861-től 1879-ig Schák Fülöp, 1879-1890 között ifj. Csicseri Ormós Zsigmond, majd 1890-ben a Temesvári Első Takarékpénztár volt a birtokosa. 1891-ben Tárczy István, 1892-1893-ban Hegedűs Béla, 1893-tól Pásztó Ignácz, majd a 20. század elején Meyer Jánosné volt a birtokosa.

1851-ben Fényes Elek így írt a településről:
Petrovaszella, szerb vagy inkább montenegrinus falu, Temes vármegyében, 762 óhitű lakossal, s anyatemplommal. Határa bő termékenységű, s van 44 egész úrbéri telke. Bírják Andreovics János árvái.
A trianoni békeszerződés előtt Temes vármegye temesrékasi járásához tartozott.
1910-ben 924 lakosából 816 szerb, 70 magyar, 22 román volt. Ebből 840 görögkeleti ortodox, 71 római katolikus, 9 izraelita volt.

## Nevezetességek
- Görögkeleti szerb temploma 1900-ban épült.